# کوست فارمر (کشتی)
کوست فارمر (کشتی) (به انگلیسی: Coast Farmer (ship)) یک زیردریایی بود که طول آن ۳۲۴ فوت (۹۹ متر) بود. این زیردریایی در سال ۱۹۲۰ ساخته شد.